# Die amerikanische Fahrt
Die amerikanische Fahrt. Stories eines Filmbesessenen ist ein Band mit Erzählungen von Patrick Roth, der im März 2013 im Wallstein-Verlag erschien.

## Überblick
Eine Folge von zehn autobiographisch grundierten Einzelerzählungen aus unterschiedlichen Werkphasen ist zur Amerikanischen Fahrt verknüpft. Das übergeordnete Bild der Fahrt stellt die chronologisch nach dem Lebensalter des Erzählers angeordneten Texte unter das Paradigma der Quest. Hintergrund ist Roths Leben in Amerika (1975 bis 2012), seine Liebe zum Film und das Finden des eigenen Wegs als Schriftsteller. Der Erzähler tritt in wechselnden Rollen in Erscheinung: als Filmstudent, Schauspieler/Statist, Jungregisseur, Filmjournalist und Schriftsteller. Als solcher blickt er auf seine „amerikanische Erfahrung“ zurück, mit der Maßgabe, dem eingeschriebenen Sinn auf die Spur zu kommen. In den letzten drei Innen – Amerika – Nacht betitelten „Stories“ tritt das selbstreflexive Element entsprechend stärker in den Vordergrund.

## Inhalt

### Hebels HollywoodS. 7–39
Die erste Erzählung umfasst die Jahre 1975 bis 1981 und präsentiert den Erzähler als jungen Deutschen, der in Los Angeles Fuß zu fassen sucht. Mit nächtlichen Autofahrten über die Freeways und Boulevards der „Riesenstadt“ sucht er seine Entwurzelung zu bewältigen, indem er während der Fahrt den vertrauten Geschichten seiner Lieblingsdichter lauscht, die er sich eigens auf Band gelesen hat.
Im Hören von Johann Peter Hebels Kalendergeschichte Unverhofftes Wiedersehen legen sich die aus dem Inneren aufsteigenden Bilder auf die konkrete Landschaft vor der Windschutzscheibe. Hebels junger Bergmann küsst die Braut „in Los Angeles auf dem Ventura Freeway nahe dem Laurel Canyon Exit“, an dem der junge Mann gerade „mit 55 Meilen die Stunde“ vorbeifährt. Innen und Außen, Deutschland und Amerika, Hebel und Hollywood gehen eine Verbindung ein. Durch den inneren Vorgang der Projektion wird das Getrennte als vereint und das Fremde als heimisch erfahren.
Wenige Jahre später – der erste Film, eine Charles-Bukowski-Geschichte, ist nicht verkauft, die junge Ehe liegt in Scherben –, taucht der junge Mann in Paris auf. Einem Rat der Filmhistorikerin Lotte Eisner folgend, stattet er dem Musée Balzac einen Besuch ab. In einem unbeobachteten Moment springt er über das Absperrseil, setzt sich an den Schreibtisch des Dichters. Den Kopf auf der vom Druck der Schreibhand Balzacs eingewölbten Tischplatte sieht er plötzlich die Verbindung der „Täler“: demjenigen Balzacs und dem eigenen, kalifornischen San Fernando Valley, das sein neuer Lebensmittelpunkt werden wird.

### Der Fremde ReiterS. 41–64
Die zweite Erzählung ist eine Short Story klassischen Zuschnitts, die 1976 im Milieu von Bürgerkrieg-Hobbyisten spielt, in das es den 22-jährigen Filmschul-Absolventen verschlagen hat. Auf einer Wiese südlich von Culver City agiert er als Fahnenträger der Konföderierten im Reenactment von „Pickett's Charge“, dem blutigsten Gefecht des Amerikanischen Bürgerkriegs und Höhepunkt der Schlacht von Gettysburg.
Am Vorabend der Aufführung kommt es zu einem seltsamen Abendmahl am Lagerfeuer der Reenactors, bei dem originaler, aus Gettysburg-Weizen gebackener Keks und alter Wein, der auf dem Schlachtfeld gewachsen sein soll, unter den Männern verteilt und eingenommen wird. Unmittelbar darauf erscheint ein unbekannter junger Rekrut und trägt der Runde die Bitte vor, am folgenden Tag nicht die Schlacht selbst, sondern das Ur-Reenactment nachzustellen, das Veteranen beider Seiten fünfzig Jahre später, im Jahr 1913, am Originalschauplatz aufführten. Der Unbekannte mahnt die Männer, nicht Kampf und Tod, sondern der wundersamen Versöhnung zu gedenken, die sich bei diesem ersten Reenactment spontan ereignet hatte: Überwältigt vom Schmerz waren sich die Todfeinde brüderlich in die Arme gefallen, anstatt der „Historie“ gemäß noch einmal aufeinander zu schießen. Die eindringliche Bitte des unbekannten Rekruten wird jedoch ausgeschlagen. Das Reenactment am folgenden Tag endet in einer Katastrophe. Der Erzähler schildert eindringlich, wie er und seine Kameraden unter den scharfen Säbel eines plötzlich auf dem Schlachtfeld erschienenen „fremden Reiters“ geraten. Die dunkle Gestalt im weißen Gewand lässt den Horror des Krieges wieder wirklich werden und richtet und ein Blutbad unter den Reenactors an.

### Silhouette des ReitersS. 65–83
Die dritte Erzählung stellt ein posthumes Interview mit dem berühmten Western-Regisseur John Ford dar, der eigens zu diesem Zweck von seiner Wolke „herabgeblasen“ wurde. Auf einer Mesa im Monument Valley, der typischen Landschaft zahlreicher Ford-Western, erwartet ihn der Interviewer, der sich als „Patrick Roth, Schriftsteller“ vorstellt. Das folgende Gespräch dreht sich hauptsächlich um den kreativen Prozess und seine Voraussetzungen. Insbesondere die Schwierigkeiten der Umsetzung geistiger Inhalte in Bilder und Szenen, sowie die unterschiedlichen Talente von Regisseur und Schriftsteller sind Thema des Interviews: Der Schriftsteller formt in einsamer Schreibtisch-Arbeit aus Phantasien, Gedanken und Visionen eine Geschichte; der Regisseur übersetzt mithilfe eines Teams ein geistiges Produkt in die „dreidimensionale Wirklichkeit“ des Filmsets. Ford erscheint vor diesem Hintergrund als legendärer Regisseur, der zwar eine ganze Welt in ein Filmbild fassen, aber „nicht schreiben“ konnte.
Getragen wird das Interview von Bewunderung für den „Bildpoeten“ Ford und der Überzeugung, dass große Kunst Erfahrung ermöglicht. Dem Zuschauer einen Raum zu schaffen, in den er eintreten kann, ist im Sinne des Interviewers das Grundprinzip von Fords Filmen. Ihm verdankt sich die „Lehre“ von der vierten Ecke des Filmbilds, die dunkel bleiben muss und die strikte Ablehnung des Zoom. Das technisch produzierte Heran- oder Herauszoomen „zerstört“ den Raum, wohingegen die „ruhige, amerikanische Kamerafahrt“ den Zuschauer in den Raum und in die Geschichte „hineinschreibt“.

### Lynch for LunchS. 87–99
Die vierte Erzählung spielt 1986 und handelt vom talentierten Schreiber Parker, der in einem Hinterzimmer-Theater am Hollywood Boulevard sein Stück über Arthur Rimbaud mit ihm selbst in der Hauptrolle zur Aufführung bringt und fest an die Macht des Schicksals glaubt. Seinen Traum vom großen Durchbruch sieht er in greifbarer Nähe, als eines Abends der Name von David Lynch auf der Reservierungsliste steht. Allmachtsphantasien ergreifen von Parker Besitz; er beginnt, seine Rolle im Stil von Lynchs Der Elefantenmensch zu spielen und phantasiert sich in zukünftige Projekte mit dem Kultregisseur hinein. David Lynch taucht jedoch nie in Parkers Vorstellung auf. Liebe und Bewunderung verwandeln sich in Hass und Verachtung. Jahre später, Parker arbeitet nun als Aushilfe in einem Buchladen, sieht er seine Chance auf Vergeltung gekommen. David Lynch erscheint im Laden und fragt nach „Büchern von David Lynch“. Parker erteilt dem Mann, in dem er einen Lynch-Verehrer vermutet, eine Abreibung. Doch es war der „echte“ David Lynch und Parker sieht sich neuerlich vom Schicksal „gebeugt“.

### Lost in Your ShadowS. 101–122
In der fünften Erzählung tritt der Erzähler als Filmverrückter in Erscheinung, der mit einem Freund im Auftrag von Universal Studios von Vorführung zu Vorführung eilt, ausländische Filmklassiker auf „Remake-Possibility“ zu prüfen. Seine Eindrücke hält er in tagebuchartigen Notaten fest. Auch die Geschichte seiner ‚Begegnung‘ mit dem großen Stummfilmregisseur D. W. Griffith, die sich im ältesten Restaurant Hollywoods zutrug, eröffnet tiefe Einblicke in den Alltag eines „Filmbesessenen“, der die Welt ausschließlich durch die Film-Brille wahrnimmt und sich nicht wundert, wenn das längst verstorbene Filmgenie in „Geisterseelenruhe“ sein Steak bei „Musso and Frank“ verspeist.
Die untergründige Nähe von Kino und Psyche erweist auch der letzte Tagebucheintrag, der die Vorführung einer verlorenen Szene aus Orson Welles Der Glanz des Hauses Amberson zum Thema hat. Der Erzähler vergegenwärtigt im Stil eines Drehbuchs eine unheimliche nächtliche Szenerie, in der der Protagonist George Minafer, Tim Holt, den Schädel seiner kürzlich verstorbenen Mutter im Schlamm des Amberson-Grundstücks entdeckt. Die Episode liest sich wie eine Essenz des Mutter-Sohn-Problems, das Welles Film grundiert und hier in ein schockierendes, fiktives Bild gefasst wird.

### Real Time an den FeuernS. 123–169
Die sechste, umfänglichste Erzählung markiert die eigentliche Mitte der Amerikanischen Fahrt und präsentiert den Erzähler als filmbegeisterten Schriftsteller, der seine Film-Notate und Tagebucheinträge aus dem Juli 2002 durchgeht – Aufzeichnungen aus der Zeit eines bevorstehenden Umbruchs, der das Ende eines Lebensabschnitts markiert. Aus der Rückschau fällt ihm seine damalige Faszination für Filme ins Auge, die „real time“-Szenen enthielten. Zum Beispiel die Episode am Lagerfeuer in Richard Brooks Spätwestern 700 Meilen westwärts oder das ausführliche Gespräch, das Anna Karina in Jean-Luc Godards Vivre sa vie mit einem Philosophen in einem Pariser Café führt. Die Handlung steht in diesen Szenen still und eröffnet dem Zuschauer die Möglichkeit, „real time“ zu erleben, d. h. Anteil am „Dauern der Zeit“ zu haben: Er sitzt mit am „Lagerfeuer“ oder am Bistrotisch und vergisst Raum und Zeit. „Wenn der Plot hält: bewegt uns das Unbewegte. Bewegt den Erinnernden, bewegt sich in ihm, weil er nun weiß, physisch – durchs Dauern der Szene – weiß, daß er wirklich dabei gewesen ist.“
Die eigenartige Vorliebe für Filme, die „real time“-Momente ermöglichen, erklärt sich aus der bevorstehenden Umwälzung im Leben des Tagebuchschreibers, dem erzwungenen Auszug aus dem vertrauten Sherman Oaks und dem Aufbruch in eine neue Stadt. Vor diesem Hintergrund wird das Bedürfnis nach „real time“, nach einem Unvergänglich-Ewigen als Kompensation im Vorhinein verständlich: Kompensiert wird der anstehende Umbruch und das damit verbundene Chaos, von dem das Bewusstsein noch nichts weiß, das sich im instinktiven Verlangen nach Teilhabe an einem Zeitlos-Dauerhaften manifestiert.
Deutlich wird: Filme bzw. Filmszenen fungieren im Sinne des Erzählers in ähnlicher Weise wie Träume: Sie tragen das Potential eines Spiegels in sich, mit dem sich innere, unbewusste Vorgänge bewusst machen lassen. Bedingung für diese Spiegelfunktion ist die Ansprache des Gefühls im Zuschauer. Was für den Film gilt, gilt auch für das eigene Schreiben: Es zielt auf die Evokation von „Real-Time“, will die Grenzen zwischen Buch und Leser aufheben. Gelingt dies, wird ein „Raum der Verwandlung“ geschaffen, in den der Leser eintreten kann.

### Out of the PastS. 171–181
Die siebte Erzählung ist eine Hommage an den Geschichtenerzähler Edgar Allan Poe und der Verfilmung seiner „Tales“ durch Roger Corman. Poes Geschichten in der Übersetzung von Arno Schmidt initiierten den Fünfzehnjährigen in die Welt des Unbewussten: Poe, so der Erzähler, lässt seine Leser in den „abyss“, in den Abgrund steigen, aus dem keine Leiter mehr zurückführt. „Vernunft und ich-mächtiger Wille“ seien in Poes Geschichten „Stricke, die in einiger Tiefe – plötzlich reißen.“
Wie das Grauen plötzlich in den Alltag einbricht ohne aus dem Abgrund wieder hinauszuführen, ist Inhalt der Geschichte. Beim Packen seiner Bücherkisten für den Umzug von Sherman Oaks nach Santa Monica bekommt der Erzähler überraschend Besuch von einer jungen jüdischen Frau namens Nethaly, die er aus seinem Stammlokal kennt; sie will beim Packen helfen. Nach Mitternacht greift er Erzähler zu seiner E.A.-Poe-Ausgabe, ihr zum Dank die Erzählung „Shadow. A Parable“ vorzulesen, die Geschichte vom „dunklen umrißlosen Schatten“ Oinos, der aus den „Falten schwarzer Verhängung“ hervor zu einer kleinen Trauergesellschaft hinzutritt. Ein Anruf auf Nethalys Handy unterbricht die Lesung. Am anderen Ende der Leitung ist die Mutter, die zu Verwandten nach Polen gereist ist. Ihr Anruf kommt aus Auschwitz – wo sie im ehemaligen Konzentrationslager die Orientierung verloren hat.

### Die Bild-FlammeS. 185–223
Die letzten drei Erzählungen, Die Bild-Flamme, Der Stimmen-Brunnen und Die vermählende Kamerafahrt, bilden eine thematische Einheit, die im Obertitel Innen – Amerika – Nacht Ausdruck findet, der letzten Station der „Amerikanischen Fahrt“. Von der Gegenwart des Jahres 2012 richtet sich der Blick zurück auf den Anfang des „Individuationswegs“. Der Erzähler erkennt, dass die entscheidenden Impulse, die seinem Leben Richtung gaben, aus den „Bildern“ kamen – aus Filmbildern zunächst, mit zunehmendem Lebensalter aus inneren Bildern.
Den Zusammenhang zwischen äußerem Filmbild und innerem Seelenbild erschließt die Geschichte über das erste Filmerlebnis aus dem Sommer 1972. In einem Frankfurter Programmkino sah der Erzähler als Abiturient D. W. Griffiths Revolutionskriegs-Drama „America“ (1924), ein Stummfilm, der sich aufgrund der „Bild-Flamme“ ins Gedächtnis brannte. In der Abschiedsszene des aufrecht neben seinem Pferd stehenden jungen Soldaten erschien ein hellgleißendes Säulenlicht, wanderte vom rechten zum linken Bildrand durch den Soldaten hindurch, der in diesem Moment zum Fenster der Geliebten hinaufblickt wie von innen entzündet. Was hier vor sich ging, schien eindeutig: Der in den Krieg ziehende, Abschied nehmende Soldat wurde beim Anblick der geliebten Frau hinterm Fenster vom Gefühl als einer dem Feuer gleichen Macht „durchstoben“.
Als sich der bewunderte Effekt Jahre später auf keiner Kopie des Films mehr finden lässt, wird deutlich, dass die „Bildflamme“ und die ihr zugeschriebene Bedeutung „reinste Fiktion“, eine Einbildung des ergriffenen jungen Mannes war: Was „genial“ schien, war in Wirklichkeit ein technischer Fehler. Die Faszination maß der ‚Bildflamme‘ eine Bedeutung zu, die faktisch nicht zu halten war und doch etwas Wahres enthielt: die lebendige Wirklichkeit inneren Erlebens. „Das Innere hatte sich damals im Äußeren wiedererkannt“, es hatte sich in die „Szene hineingegossen wie in passende Form und sie mir damit verwandelt“. Das äußere Filmbild hatte zudem etwas vorweggenommen, was im Inneren schon angebahnt war, außen noch nicht gewusst wurde. Wie Griffiths jungem Soldaten stand auch dem von dessen Schicksal ergriffenen Abiturienten ein großer Abschied bevor: Wenige Jahre später sollte er die Heimat verlassen und aufbrechen nach Amerika und dort seinen Lebensmittelpunkt finden.
Mitte der achtziger Jahre verlieren die Filmbilder zugunsten der Bilder in der eigenen Psyche an Anziehungskraft. Ein „großer Traum“ war 1978 ins Leben des jungen Mannes eingebrochen und hatte seine Sicht auf die Dinge nachhaltig verändert. Durch das systematische Beobachten, Aufzeichnen und Deuten der Träume, das damals begann, wird gesehen, dass ein „Dialog“ vor sich geht: „Die Entdeckung […] daß die Träume sich in ihrer Art […] veränderten, je bewußter, je genauer ich auf sie einging […], war meine kopernikanische Wende auf North Harper Avenue, in West Hollywood damals.“
Als konkretes Beispiel für die über die Jahre entstandene „Brücke“ zwischen Außen und Innen, Ich und Unbewusstem, dient ein persönlicher Traum aus dem Januar 2012. Er handelt von der Heilung einer tiefen Gefühlsverletzung und zeigt das Erreichen eines neuen Lebensabschnitts an. Die seelische Verwundung rührt von Bildern des Holocaust her, mit denen der Erzähler als Kind Ende der fünfziger Jahre in Deutschland konfrontiert war. Das Traumbild lässt erkennen, dass der damals entstandene Riss während der amerikanischen Jahre im Stillen zusammengewachsen ist.

### Der Stimmen-BrunnenS. 225–260
Im Mittelpunkt des Stimmen-Brunnens steht wie schon in der Bild-Flamme die Thematik der Verbindung von äußerer und innerer Welt. Das Medium der Zusammenführung ist die Stimme, die aus dem Unbewussten kommt und das Ich „zum Bild ruft“ oder auch „beruft“. Drei Aspekte dieser numinosen „inneren Stimme“ werden unterschieden:
1. Die Stimme, die körperlos zum Ich spricht oder (in Träumen) personifiziert erscheint. Bei der kreativen Arbeit macht sie sich als Einfall bemerkbar, als „kleinste Stimme“, die der Erzähler als „lebendiges Wasser, dem Feuer gleich“ charakterisiert, eine Art „psychische Energie“, die erlischt, wenn sie nicht sofort aufgegriffen wird.[11]
2. Die Stimme, der man außen begegnet, in Gestalt der Stimme eines Sängers, Dichters, Schauspielers, die man verehrt. Was außen fasziniert, verweist auf innere Potentiale und Anlagen, die es im Sinne der Individuation auszubilden gilt. Es ist ein psychologisches Gesetz, so der Erzähler, dass wir das Eigene zuerst außen, an anderen sehen. Er illustriert diesen Zusammenhang an seiner Verehrung für den Schauspieler Henry Fonda. Als Schüler sprach er Fondas Stimme nach, die Zeilen aus dem Roman Ritt zum Ox-Bow auf Schallplatte las, und bewunderte ihn als Der junge Mr. Lincoln im gleichnamigen Film John Fords, wo Fonda in der Rolle des jungen Anwalts „Abe Lincoln“ den Mob beschwichtigt und der Gerechtigkeit zum Sieg verhilft. 1980, zwei Jahre vor Fondas Tod, inzwischen selbst in Los Angeles ansässig, sucht er ihn in der Garderobe eines Theaters am Hollywood Boulevard auf, ihm Reverenz zu erweisen. Fonda, so die unausgesprochene Erkenntnis, war dem filmbegeisterten jungen Mann der Inbegriff des Sehnsuchtsorts „Amerika“, zu dem er 1975 aufgebrochen war.
3. Der dritte Aspekt betrifft die eigene Stimme, die unter bestimmten Umständen zur Brücke zum Unbewussten wird. Der Erzähler schildert das Experiment des Sich-Selbst-Vorlesens von Dostojewskis Roman Schuld und Sühne in einem 16-Stunden-Marathon. Das Ergebnis: Nach ca. drei Stunden wird das Gelesene „leibhaftig“ erfahren – Vorstellungen und Bilder scheinen sich körperlich „anzuverwandeln“. Der Vorleser steht sozusagen selbst im Zimmer der Pfandleiherin. „Das laut Gelesene schiebt sich, erinnert, in eine Region unseres Hirns, die sonst ‚wirklich Erlebtem‘ vorbehalten war, drängt sich hinein – unser Verstand unterscheidet es kaum mehr –, findet dort Platz.“[12] Die an eine Meditationstechnik erinnernde ‚Methode‘ des Erzählers basiert auf der Zunge, die im stundenlangen lauten Lesen ständig bewegt wird; insofern sie direkt ans vegetative Nervensystem angeschlossen ist, „eine[m] der tiefsten Schichten im Unbewussten“, fungiert sie als Brücke.

Die Darstellung mündet in das Bild des Stimmen-Brunnens, einem traditionellen Sinnbild für das Unbewusste in seinem numinosen Aspekt. Ausdruck findet es z. B. in der im Johannes-Evangelium erzählten Geschichte von der Samaritanerin, die beim Wasserschöpfen am Brunnen Jesus begegnet, der zu ihr sagt: „Ich bin es.“ (Joh 4,26 )

### Die vermählende KamerafahrtS. 261–294
Die zehnte Erzählung zieht die Summe der Amerikanischen Fahrt in Form einer Geschichte. Die einleitende Vorrede benennt das Prinzip, das die einzelnen Texte zu einer Gesamterzählung verbindet: die Wendung von außen nach innen. In jungen Jahren ist „alles“ auf die äußere Welt projiziert: auf Filmbilder und auf verehrte Vorbilder: Dichter, Regisseure, Schauspieler. In der Lebensmitte treten hingegen diese äußeren Bilder zugunsten der Vorgänge und Bilder im Inneren zurück.
Diesen inneren Bildern der Psyche Ausdruck zu geben, sie mit den vom Film erlernten Mitteln zu dramatisieren, d. h. in Erzählung zu überführen, wird als eigentliche Lebensaufgabe erkannt. Das Fassen eines unbewussten Inhalts in ein Bild oder in eine Stimme hat per se „vermählenden Effekt“: In ein äußeres Bild gekleidet, kann das Unbewusste, Undifferenzierte sichtbar werden. Das Ich kann nun zu dem beziehen, mit dem es vorher identisch war.
Die biblische Geschichte von der Kupferschlange des Mose (4 Mos 21,4-9 ) dient als Veranschaulichung dieses Zusammenhangs, insbesondere seiner ‚heilenden‘ Wirkung. Als Gott dem murrenden Volk in der Wüste giftige Schlangen geschickt hatte, empfahl er Mose zwecks Kurierung der Israeliten eine „eherne Schlange“ anzufertigen, diese an einem Pfahl zu befestigen und hoch übers Volk zu halten. Jeder Gebissene, der zur Schlange aufblickt, so die göttliche Belehrung, bleibt am Leben. Der Erzähler erläutert: Das Sehen des affektverursachenden Prinzips (verbildlicht in der Schlange) bewirkt die Heilung. „Was dieses Bild der ehernen Schlange des Mose betont, ist die entscheidende Bedeutung des Sehens.“ Das Sehen dessen, was das Individuum unsichtbar-unbewusst besetzt hält, ermöglicht Objektivierung und Trennung. Eine bewusste Brücke kann jetzt zum unbewussten Inhalt geschlagen werden. „Und damit ist Sinn, ist neues Bezogensein, mithin neue Richtung eröffnet.“
Die abschließende Geschichte über die Filmarchivistin Kelly, die eine verbittert und erschöpft wirkende Frau in mittleren Jahren ist, illustriert diesen Zusammenhang. Sie veranschaulicht, wie im Erzählen persönlicher Erlebnisse psychische Inhalte aufkommen und in Bild und Stimme gefasst werden. Was unbewusst war, wird im Akt des Erzählens bewusst, eine „Vermählung“ des Inneren mit dem Äußeren ereignet sich. Das titelgebende Motiv der „vermählenden Kamerafahrt“ symbolisiert das Näherkommen an das innere, im Verborgenen liegende Bild und steht zugleich für das Verbundenwerden mit dem eingelagerten Sinn: Allerdings: „Das Vermählende selbst ist – out of our hands. Ist nicht ‚machbar‘, geschieht, so Gott will.“
Kellys Geschichte selbst ist eine Kamerafahrt. Während sie mit dem Erzähler in ihrem „Kamerawagen“, einem alten „station wagon“ mit zwei installierten Kameras durch das verregnete Los Angeles fährt, um Hintergrundaufnahmen von der nächtlichen Stadt anzufertigen, erzählt sie, wie sie als Sechsjährige vom Vater verlassen und wenig später von der Mutter in Pflege gegeben worden war. Im Erzählen ihrer Geschichte entdeckt sie, dass es ausgerechnet der verhasste, aus ihrem Leben verbannte Vater war, der ihr einst das Leben rettete. Unmittelbar nach der Geburt hatte er den Arzt in einer unerklärlichen Aufwallung von Energie dazu gebracht, das vermeintlich totgeborene Baby zu reanimieren. Wenige Stunden nach der Fahrt mit dem Erzähler hat Kelly einen Traum, in dem sie auf Schienen an einen fremden Mann herangefahren wird, der sich beim Näherkommen als ihr Vater entpuppt. Sie träumt, wie er ihre Hand ergreift, und wie er sie, die verlassene Tochter, zu sich zieht. Seine Umarmung ist von jener vermählenden Kraft, die Kelly von ihrer lebenslangen Dissoziiertheit zu heilen vermag.

## Bauform und Struktur
Die Amerikanische Fahrt erzählt in zehn unabhängig voneinander entstandenen Texten vom Fasziniertsein durch Bilder und von ihren Effekten auf das Leben. Zusammengehalten werden die Einzelerzählungen von der durchgängig aus der Ich-Perspektive berichtenden Erzählerstimme und von einem dynamischen Prinzip, das im Hintergrund der Geschichten wirkt und in der starken Untergliederung des Bandes sichtbar wird.
Der zehnteilige Erzählungsband ist in drei Abschnitte nach dem Verhältnis 3:4:3 eingeteilt und mit „Slug lines“ (den in Drehbüchern üblichen dreiteiligen Kopfzeilen) als Abschnittsüberschriften versehen: Aussen – Amerika – Tag; Aussen – Amerika – Abend; Innen – Amerika – Nacht. Eine doppelte Dynamik wird angedeutet: 1.) die räumliche Bewegung von Außen nach innen, von der Peripherie ins Zentrum, und 2.) der zeitliche Verlauf vom Tag in die Nacht. Der in der Tiefe angelegte Weg führt von Außen nach innen und vom Tag in die Nacht. „Innen“ und „Nacht“ sind Synonyme für das Unbewusste als dem eigentlichen Zielpunkt der Reise, die als Kamerafahrt vorzustellen ist. Sie beginnt 1975 mit einer Autofahrt durch die Hügel Hollywoods bei Tageslicht (Hebels Hollywood) und endet 2012 mit einer weiteren Autofahrt durch die Regennacht von Los Angeles (Die vermählende Kamerafahrt).
Zwischen den beiden Fahrten ereignet sich die Individuation des bilderfaszinierten jungen Mannes vom Filmstudenten zum Schriftsteller. Vom Ende her erschließt sich der Sinn der Amerikanischen Fahrt im Wissen um den zugrundeliegenden „Auftrag“: Das Äußere soll mit dem Inneren, der Tag mit der Nacht verbunden werden. Die innerpsychische Welt der Archetypen soll an das heutige Bewusstsein angeschlossen und anderen im Geschichte-Erzählen sichtbar gemacht werden. In der Arbeit an der Vereinigung der Gegensätze liegt das Ziel der Amerikanischen Fahrt.

## Rezeption
In den Feuilletons erfuhr der Erzählungsband Wertschätzung und Lob. Zwei Aspekte werden in allen Rezensionen gewürdigt: 1.) das Anliegen des Autors, eine höhere, transzendente Wirklichkeit zum Ausdruck zu bringen, die hinter dem Alltäglichen liegt und 2.) die Kraft und Originalität der Erzählsprache Roths.
Als bemerkenswert wird die „poetische Wucht“ eingestuft, mit der existentielle Erfahrungen vergegenwärtigt werden. An jeder einzelnen Erzählung lasse sich nachvollziehen, „wie das Wundersame in den Alltag einbrechen kann“. An die Stelle der faktischen Wahrheit trete bei Roth eine „transzendente Wahrheit“. Die Fähigkeit, in vermeintlich unerheblichen Details, Gesten und Bewegungen verborgene Geheimnisse zu entdecken, erhebe den Band zur „Streitschrift für eine andere, erweiterte Sicht auf die Dinge, die unser Leben bestimmen.“
Mit seinen Vergegenwärtigungen von Film- und Traumszenen, die den Leser in eine immer noch tiefere Bedeutungsschicht vordringen lässt, erweist sich die Amerikanische Fahrt als „Schule des Sehens und Deutens“. Roths „zugleich sinnlicher und analysierender Prosa“ gelinge es, die Magie und das Geheimnis der Bilder zu wahren und gleichzeitig deren „Verführungskraft“ mitzuteilen. Als eigentlicher roter Faden wird die Suche nach dem übergeordneten Element erkannt, welches das Getrennte einen kann: „Im Prinzip erzählen diese Texte immer von einem Thema – wie sich fremd Erscheinendes in Eigenes verwandeln, sich Verbindendes herstellen lässt, wenn man es nur versteht, die seelischen Urbilder zu entschlüsseln, die bestimmte Erlebnisse - filmische, reale oder auch geträumte - wachzurufen vermögen.“
Es sei die Roths Literatur eigene „erzählerische Originalität“, seine „Kunst“, die Leidenschaft für den Film in eine spezifische, „bildergesättigte“ Sprache zu übersetzen, die einen „Sog“ aufbaut, der „sowohl unsere Fantasielust als auch unseren Geist anregt“. Das Sinnhafte der Erzählungen sei zusammen mit der Lust an der Bedeutung charakteristisch für Roths „transzendentale Prosa“, die „ein unglaubliches Vertrauen in die Kraft von Bild und Wort ausstrahlt. Jeder Satz spricht davon. Man kann sich Patrick Roth anvertrauen, man ist aufgehoben in diesem bewussten und unbewussten Erzählstrom, der immer eng mit dem Leben und seinen Brüchen verbunden ist.“

## Ausgabe
- Patrick Roth, Die amerikanische Fahrt. Stories eines Filmbesessenen, Göttingen: Wallstein, 2013.